# Ferdinando Maria de Rossi
Ferdinando Maria de Rossi (Cortona, 3 de agosto de 1696 - Roma, 4 de fevereiro de 1775) foi um cardeal do século XVIII

## Biografia
Nasceu em Cortona em 3 de agosto de 1696. De uma família patrícia romana, marqueses de Florença. Filho de Pietro Paolo de Rossi. Ele também está listado como Ferdinandus Maria de Rubeis; e seu sobrenome como De Rossi. Logo após seu nascimento, a família mudou-se para Città della Pieve, onde seu pai foi agregado à nobreza local e nomeado gonfaloniere em 1701.
Estudos iniciais em Città della Pieve; depois no Collegio Romano , onde obteve o doutorado em filosofia e teologia em 13 de janeiro de 1716; e mais tarde, na Universidade de Macerata, onde se doutorou in utroque iure , direito canônico e civil, em 27 de outubro de 1716.
Prelado doméstico de Sua Santidade, 17 de novembro de 1724. Referendário dos Supremos Tribunais da Assinatura Apostólica da Graça e da Justiça, 17 de novembro de 1724 (1) . Em 1731, junto com Federico Marcello Lante, futuro cardeal, foi enviado pelo Papa Clemente XII para trazer o fascie benedette para o novo delfim filho do rei Luís XV da França. Monsenhor Lante, que havia sido seu discípulo no Collegio Romano, continuou a ser seu amigo e protetor pelo resto de sua vida. Nomeado cônego do capítulo da basílica patriarcal da Libéria em outubro de 1731, por influência da família Late. Relator da SC Consistorial, junho de 1732. Relator da SC da Imunidade Religiosa. Tenente civil do tribunal do vicariato de Roma, outubro de 1732. Prelado da SC da Imunidade Eclesiástica de 1735 a 1744. Provicegerente de Roma por morte de Nunzio Baccari, bispo de Boiano, ocorrida em 10 de janeiro de 1738; ocupou o cargo até 15 de fevereiro de 1738, quando o novo vice-gerente, Filippo Carlo Spada, tomou posse. Examinador do clero romano, por concurso, em 1738. Também nesta época, foi nomeado eleitor do Tribunal da Assinatura Apostólica da Graça e relator da SC de Bom Governo.
Ordenado em 30 de março de 1739.
Eleito arcebispo titular de Tarso, em 20 de julho de 1739. Consagrada, em 2 de agosto de 1739, capela das monjas beneditinas em Campo Marzio, Roma, pelo cardeal Giovanni Antonio Guadagni, OCD, assistido por Raffaele Girolami, arcebispo titular de Damiata, e por Filippo Spada, arcebispo titular de Teodosia. Assistente do Trono Pontifício, 3 de agosto de 1739. Vice-regente de Roma, de 8 de janeiro de 1742 até 24 de setembro de 1759; durante o exercício, fez vários inimigos poderosos, mas com o apoio dos jesuítas conseguiu vencer. Em 1743, ele se tornou parte da SS. CC. da Consultado Santo Ofício; da Sagrada Visita Apostólica; e das Indulgências e Sagradas Relíquias. Decano do Tribunal da Assinatura Apostólica da Graça. Promovido ao patriarcado titular de Constantinopla em 1º de fevereiro de 1751. Quando seu irmão, o marquês Filippo de Rossi, morreu em 1752, ele ficou profundamente afetado porque eram muito próximos; com seu falecimento, a família seria extinta. Em 1755, como vice-gerente, consagrou as quatorze estações da via-sacra do Coliseu, ordenadas pelo Papa Bento XIV, que havia consagrado aquele local à paixão de Cristo. Nomeado diretor da Via Crucis, obteve do papa permissão para fazer parte dela as celebrações de adoração ao Sagrado Coração de Jesus; a permissão foi renovada pelo Papa Clemente XIV em 1772; isso deu ao cardeal a reputação geral de amigo dos jesuítas, a quem aquele culto que era especialmente querido. Essa reputação ajudou a torná-lo profundamente impopular com todos os partidos relacionados aos tribunais Bourbon. Quando o cardeal Guadagni morreu em 15 de janeiro de 1759, o papa o nomeou vigário de Roma até a nomeação do cardeal Antonio Maria Erba-Odescalchi em 28 de setembro seguinte. Ele foi promovido a cardinalato a pedido contínuo dos jesuítas.
Criado cardeal sacerdote no consistório de 24 de setembro de 1759; recebeu o chapéu vermelho em 27 de setembro de 1759; e o título de S. Silvestro in Capite, 19 de novembro de 1759. Foi atribuído à SS. CC. do Santo Ofício, Bispos e Religiosos, Exame dos Bispos, della Ripee Del Tevere. Prefeito da SC do Conselho Tridentino, de 28 de setembro de 1759 a 4 de fevereiro de 1775. Em 1762, ingressou na SC do Santo Ofício, destacando-se nesta congregação em 1767, quando, expulsos os jesuítas da Espanha, tinha que decidir se os aceitaria nos Estados papais. Na reunião de 21 de abril, o cardeal de Rossi, juntamente com o cardeal Carlo Alberto Cavalchini Guidobono, votou a favor de recebê-los. Em janeiro do ano seguinte começou a disputa entre Roma e o ducado de Parma, e o cardeal de Rossi foi convidado a integrar a congregação de cardeais e prelados formada pelo papa para atender às iniciativas do governo ducal. Desta congregação saiu o breve apostólico de 30 de janeiro de 1768 que, rejeitando todas as pretensões de jurisdicionalismo, considerou nulos todos os atos do governo ducal, reafirmando todos os antigos privilégios da Igreja; o documento provocou as reações mais ressentidas não só em Parma, mas em todos os estados Bourbon. Optou pelo título de S. Cecília, em 14 de dezembro de 1767. Camerlengo do Sacro Colégio dos Cardeais, de 4 de fevereiro de 1765 até 27 de janeiro de 1766. Participou do conclave de 1769, que elegeu o Papa Clemente XIV. Desempenhou também as funções de vigário geral de Roma. Por problemas de saúde e idade avançada não participou do conclave de 1774-1775, que elegeu o Papa Pio VI, e faleceu durante sua celebração. Foi protetor da Ordem de Cister, a 12 de novembro de 1761; da Academia Teológica; do Collegio di S. Bernardo alle Terme ; das Arquiconfrarias de S. Giovanni della Pigna; de Ss. Orsola e Caterina a Tor de' Specchi; de SS. Sacramento e Gesù Maria in S. Simone profeta; dos mosteiros de S. Cecília; e do Monte di nove; do Conservatório delle Viperesche ; de vários università artistiche; de Spello, Massa Lombarda, Collescipoli e Castel S. Pietro; do Colégio Lucarini de Trevi.
Morreu em Roma em 4 de fevereiro de 1775, de apoplexia, após receber os sacramentos da Igreja, em seu palácio romano, durante o conclave. Exposto na igreja de S. Cecília, o seu título, onde decorreu o funeral, segundo a prática da sede vacante ; Orazio Mattei, arcebispo titular de Colosso, celebrou a missa de réquiem; e o seu corpo foi sepultado nessa mesma igreja, segundo o seu testamento, com uma singela inscrição por ele composta. Em seu testamento, ele providenciou a celebração de 7.000 missas para o repouso de sua alma; O cardeal Vincenzo Maria Altieri, seu amigo íntimo, era seu herdeiro fiduciário.